# Баталово (Слободской район)
Баталово — опустевшая деревня в Слободском районе Кировской области в составе Закаринского сельского поселения.

## География
Находится на расстоянии примерно 26 км по прямой на юго-восток от районного центра города Слободской.

## История
Была известна с 1802 года как починок Баталовский с населением 15 душ мужского пола (7 дворов). В 1873 году в деревне было учтено дворов 12 и жителей 87, в 1905 23 и 173, в 1926 34 и 196, в 1950 28 и 110. В 1989 году оставалось 8 постоянных жителей. 

## Население
Постоянное население  не было учтено как в 2002 году, так и в 2010.